# Красномайский (Сонковский район)
Красномайский — поселок в Сонковском районе Тверской области. Входит в состав Гладышевского сельского поселения.

## География
Находится в восточной части Тверской области на расстоянии приблизительно 2 км на север по прямой от районного центра поселка Сонково.

## История
Поселок был отмечен уже только на карте 1981 года. В поселке работал Сонковский льнозавод.

## Население
Численность населения: 119 человек (русские 99 %) в 2002 году, 111 в 2010.